# Joseph McIlvaine
Pour les articles homonymes, voir McIlvaine.
Joseph McIlvaine (2 octobre 1769, Bristol - 19 août 1826, Burlington), est un homme politique américain.

## Biographie
Neveu du gouverneur Joseph Bloomfield (en), il devient procureur du district du New Jersey.
Il est membre du Sénat des États-Unis de 1823 à 1826.
Marié à Maria Reed, sœur de Bowes Reed (en) et nièce de Joseph Reed (en), il est le père de Charles Pettit McIlvaine.

## Sources
- (en) Cet article est partiellement ou en totalité issu de l’article de Wikipédia en anglais intitulé « Joseph McIlvaine » (voir la liste des auteurs).
- Notices d'autorité :   - VIAF
  - LCCN
  - WorldCat
- Ressource relative à la vie publique :   - Biographical Directory of the United States Congress